# Dacnis à ventre blanc
Dacnis albiventris
Espèce
Statut de conservation UICN

 LC  : Préoccupation mineure
Répartition géographique
Le Dacnis à ventre blanc (Dacnis albiventris) est une espèce de passereaux de la famille des Thraupidae.

## Répartition et habitat
Son aire s'étend essentiellement à travers les forêts humides tropicales et subtropicales en plaine de l'Ouest amazonien.